# Belaja Kalitva
Belaja Kalitva (på ryska: Белая Калитва) är en stad och kommun och administrativ huvudort i distriktet Belokalitvinskij, grundad 1703. Belaja Kalitva kom att klassas som stad år 1958. Den 26 april 2019 tilldelades staden hedersbemärkelsen "Stad av militär tapperhet" av Rostov oblasts guvernör Vasilij Gobulev.
Belaja Kalitva är annars huvudsakligen känt för sin aluminiumproduktion genom företaget Metallurg Rus och för det faktum att floderna Donets i väst och Kalitva i öst möts mitt i stadskärnan.
Den huvudsakliga transportmetoden till och från Belaja Kalitva är med buss eller tåg men det finns dock ett litet flygfält.

## Kända personer från Belaja Kalitva
- Aleksandr Kovaljov, kanotist
- Anna Tjitjerova, höjdhoppare
- Roman Zarubin, kanotist

## Galleri

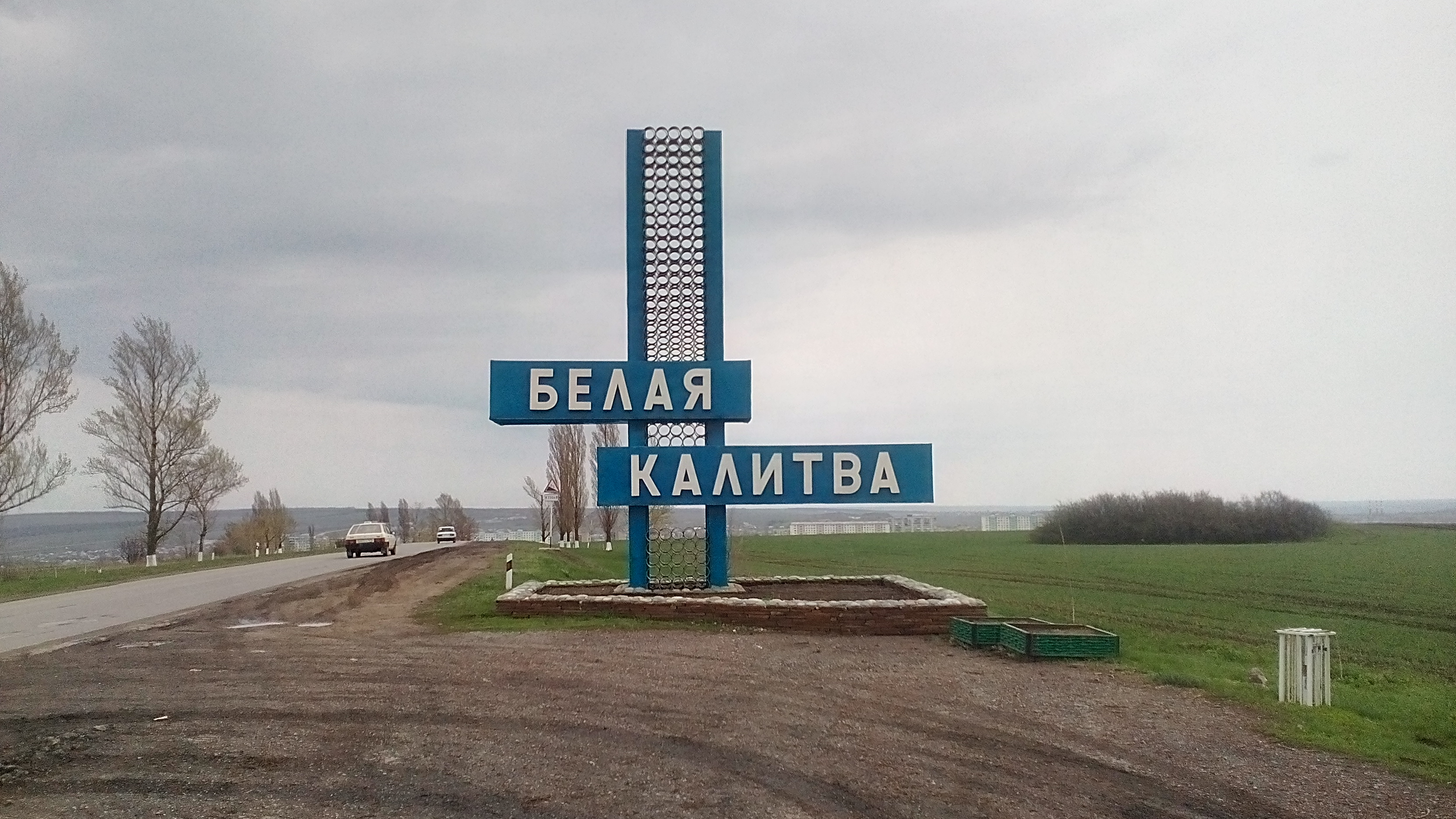
Entré till staden via motorväg från nordost
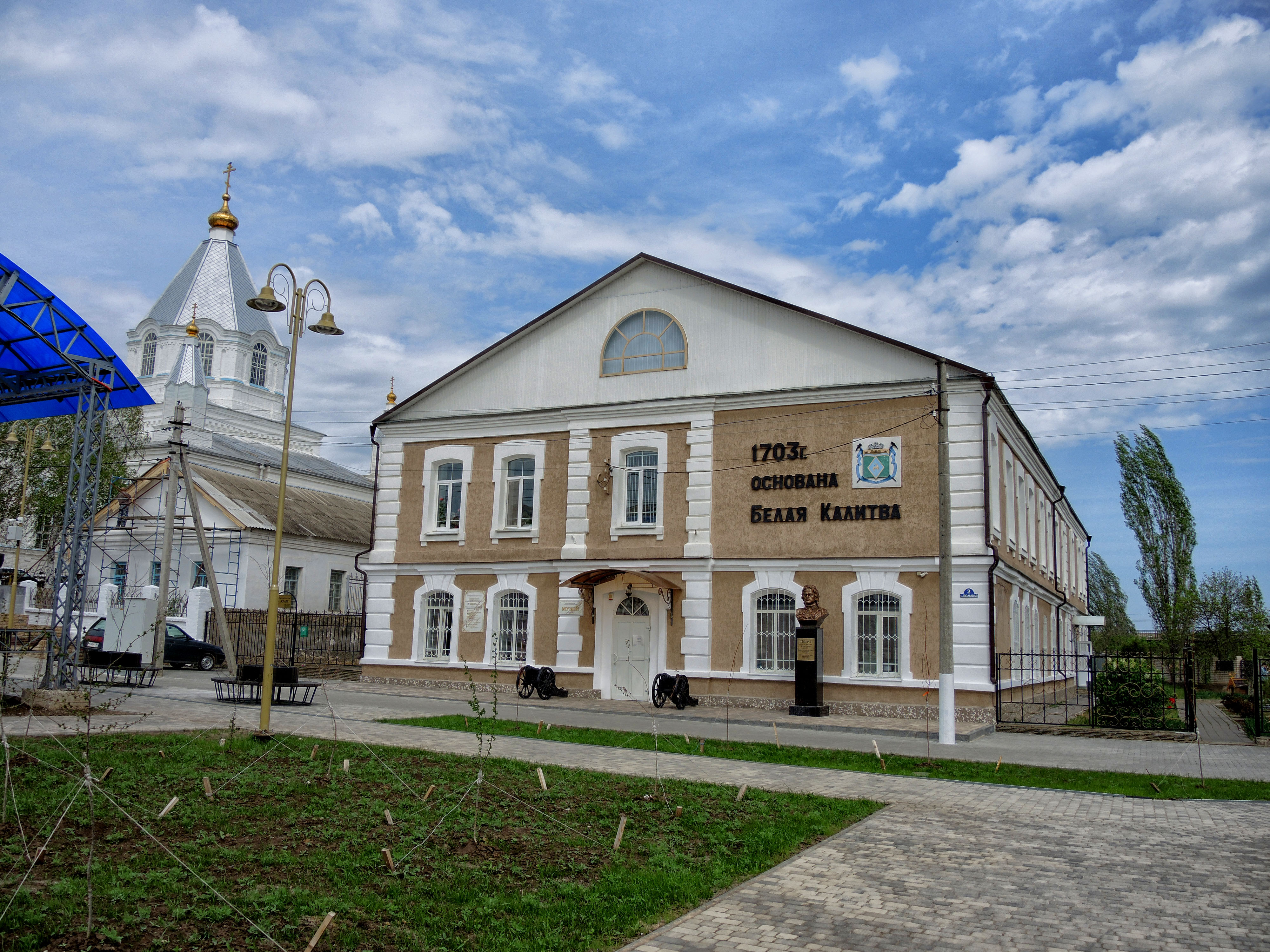
Stadshus
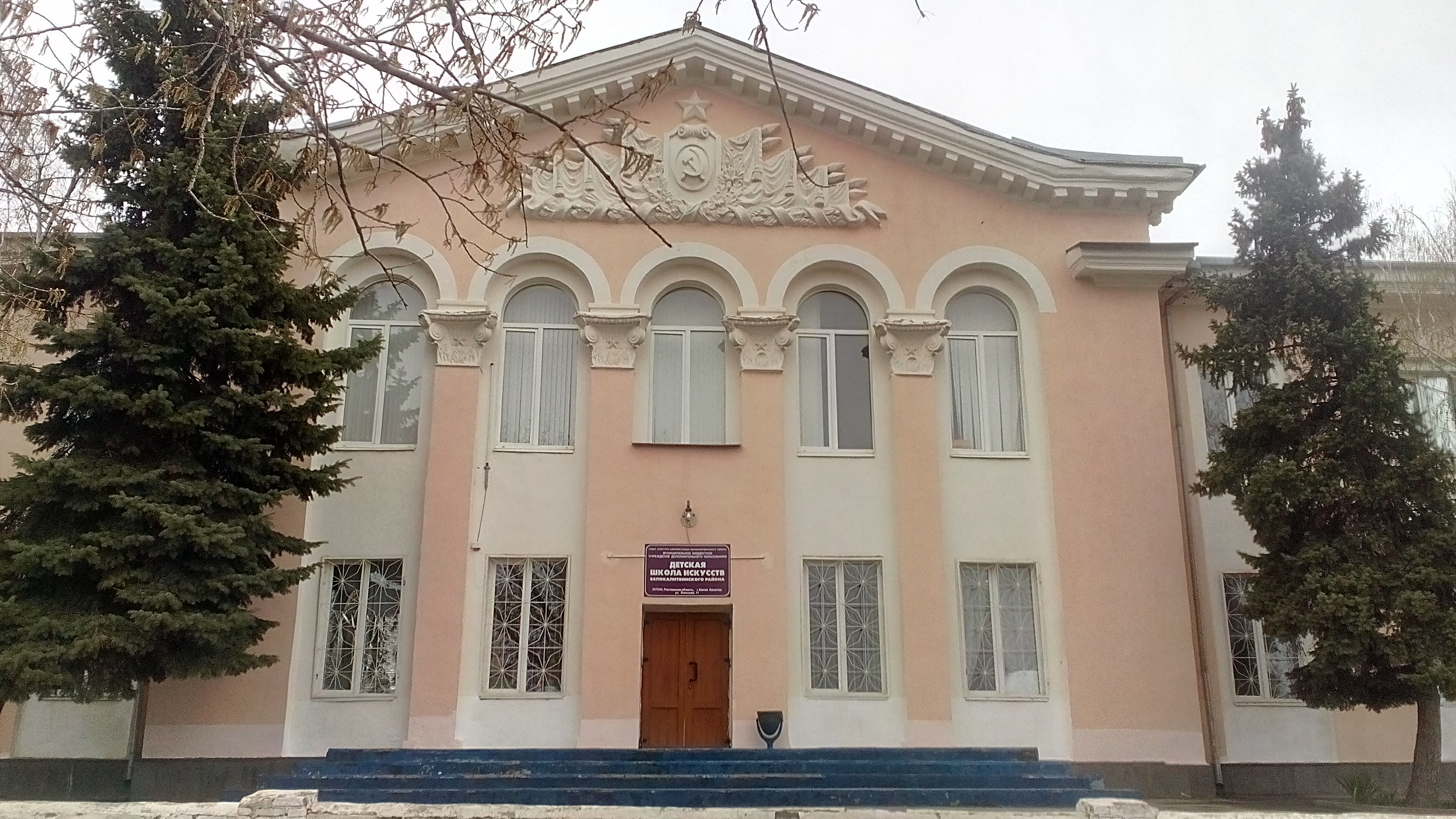
Konstskola
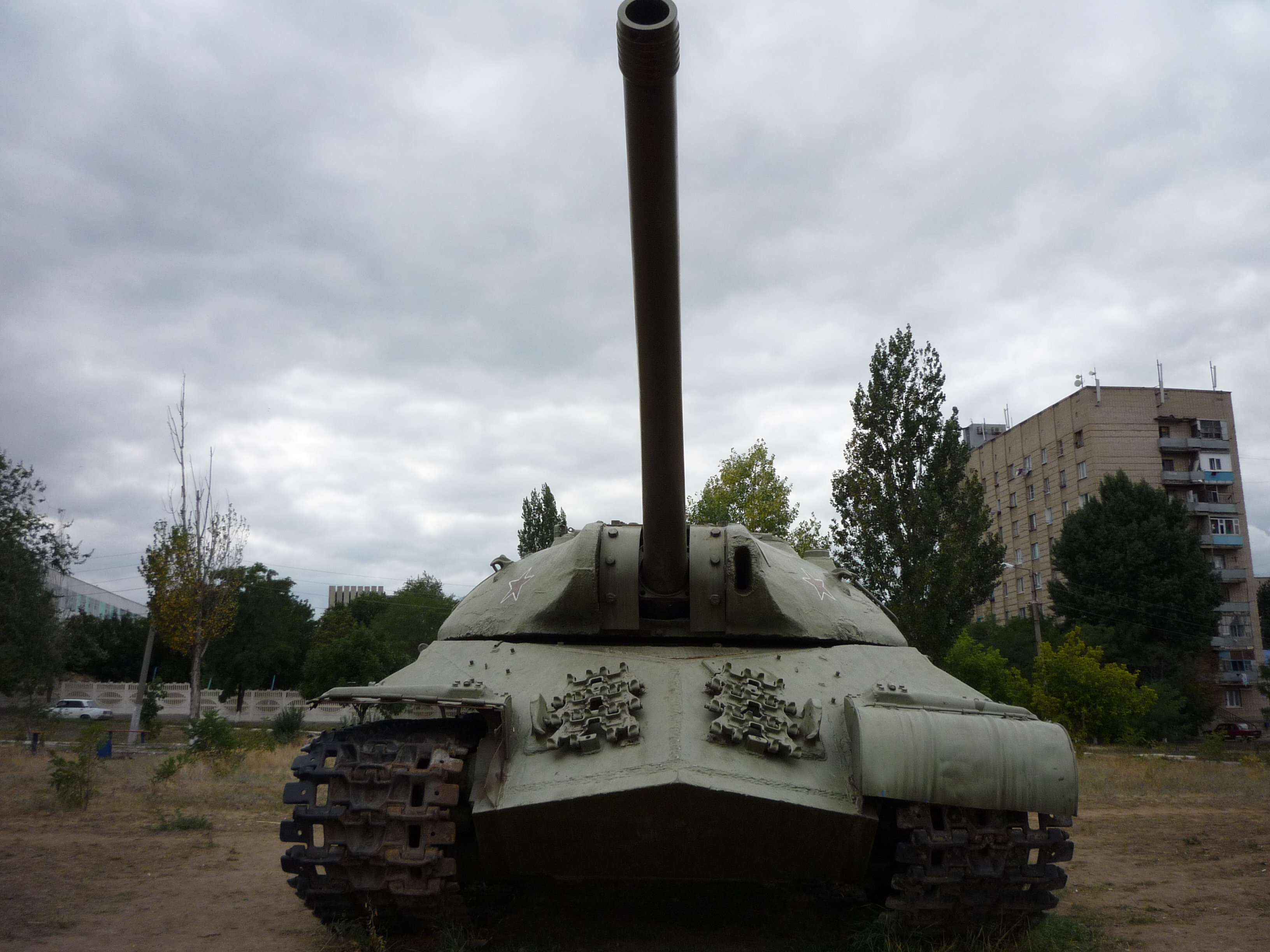
IS-3 stridsvagn, idag del av museum